# Соходол (Горж)
Соходол (рум. Sohodol) насеље је у Румунији у округу Горж у општини Тисмана. Oпштина се налази на надморској висини од 401 m.

## Становништво
Према подацима из 2002. године у насељу је живело 1115 становника, од којих су сви румунске националности.